# Arandaspis
Arandaspis  ist eine ausgestorbene Gattung der zu den Pteraspidomorphi gehörenden Familie der Arandaspididae. Dieser primitive kieferlose Fisch (Agnatha) lebte im Unteren Ordovizium in Australien.  

## Etymologie
Die Bezeichnung Arandaspis (Schild der Aranda) ist eine Wortschöpfung, die sich aus dem an der Fundstelle lebenden Aborigenenstamm der Aranda und dem griechischen Wort ἀσπίς aspis (Schild) zusammensetzt.

## Erstbeschreibung
Arandasis wurde im Jahr 1977 erstmals von Alexander Ritchie und Joyce Gilbert-Tomlinson wissenschaftlich beschrieben. Eine neuere Überarbeitung erfolgte durch Jack Sepkoski (2002 posthum veröffentlicht).

## Taxonomie
Robert Lynn Carroll (1988) stellt die Gattung Arandaspis in die nach ihr benannte Familie der Arandaspididae, zusammen mit dem umstrittenen Taxon Anatolepis und Porophoraspis. Sacambaspis ist ein weiteres mögliches Schwestertaxon. Das einzige bisher bekannte Subtaxon ist neben Arandaspis sp. Young 1997 Arandaspis prionotolepis Ritchie & Gilbert-Tomlinson 1977.

## Merkmale

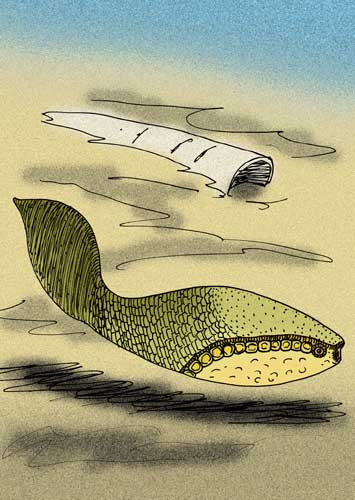
Künstlerische Rekonstruktion von Arandaspis prionotolepis

Arandaspis wurde ungefähr 15 Zentimeter lang. Knochen eines Innenskeletts sind nicht vorhanden, jedoch haben sich Innen- und Außenabdrücke seiner knochig-plattigen Außenpanzerung fossil gut erhalten. Der Vorderteil des Körpers und die Kopfregion wurden von versteiften Platten beschützt, in die Öffnungen für die Augen ausgespart waren. Nasenlöcher, Pinealöffnung und das Innenohr fehlten. Hinter dem frontalen Außenpanzer war sein stromlinienförmiger Körper von kleinen, reihig angeordneten, höckrigen Panzerschuppen bedeckt.
Unterscheiden lassen sich am nur 0,1 Millimeter dicken Außenpanzer sowohl eine Rücken- als auch eine Bauchplatte von 6 bis 7 Zentimeter Länge. Die dachförmige Rückenplatte lief auf einen etwas verstärkten Grat zu; ihre Ränder saßen den steilstehenden Branchialplatten an der Seite auf, welche die darunterliegenden Kiemen beschützten. Die darunter anschließende Bauchplatte war rundlich nach unten gebogen und verlieh dem Tier insgesamt einen ovalen Querschnitt. Sowohl Rücken- als auch Bauchplatte hatten in Längsrichtung verlaufende rillenförmige Aussparungen, wahrscheinlich für Nervenbahnen und Seitenlinienorgan. Es waren bis zu 15 rechteckige Branchialplatten zugegen, welche die Position der Kiementaschen markierten. Es hat den Anschein, dass sie sich aber nicht nach außen öffnen ließen und die Kiemen vielmehr mithilfe eines hinter den Platten liegenden Paars von Öffnungen mit der Außenwelt kommunizierten, so wie dies bei besser bekannten Verwandten aus dem Silur der Fall ist. Die Platten zeigen keinerlei Wachstumsansätze bzw. Verschmelzungen mehrerer Kleinplatten, sie konnten sich folglich erst nach Erreichen der vollen Größe gebildet haben. Ihre Außenseiten sind ähnlich wie bei Anatolepis mit kleinen rhombischen Höckerschuppen ornamentiert. Die Innenseiten der Knochenplatten geben mit Ausnahme der Kiementaschen keinerlei Körperstrukturen zu erkennen. Die Knochenplatten waren somit vom restlichen Körper völlig unabhängig und hatten eine reine Schutzfunktion.
Das Tier hatte keine Flossen, seine Fortbewegung war daher auf die seitlich abgeflachte Schwanzflosse angewiesen. Seine Schwimmweise dürfte einer heutigen Kaulquappe nicht unähnlich gewesen sein.

## Lebensweise

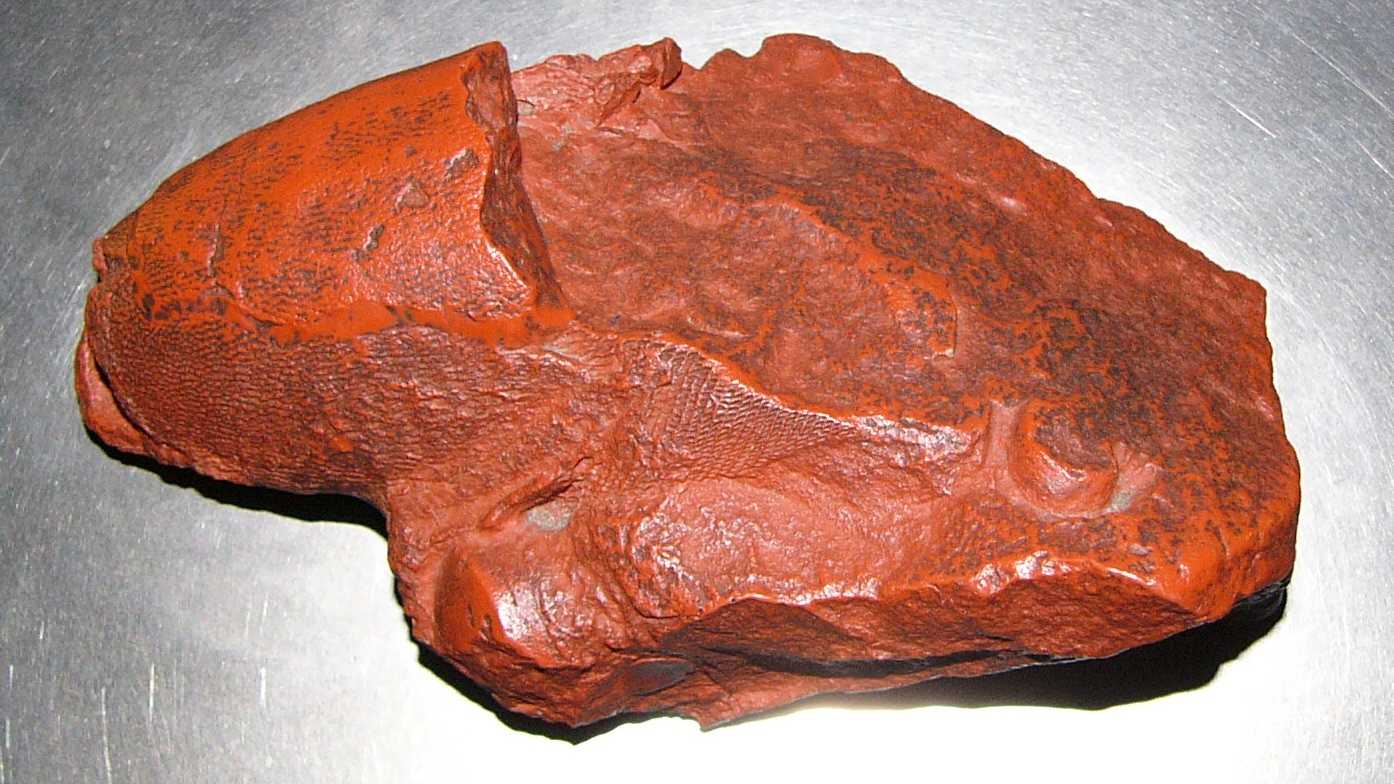
Versteinerung von Arandaspis prionotolepis

Arandaspis hat wahrscheinlich als Filtrierer im offenen Meer gelebt. Ritchie und Gilbert-Tomlinson (1977) sind jedoch der Ansicht, dass sich Arandaspis unmittelbar oberhalb des Meeresbodens aufhielt und sich von durch Strömungen herbeigeschwemmten organischen Abfällen und Mikroorganismen ernährte.

## Vorkommen

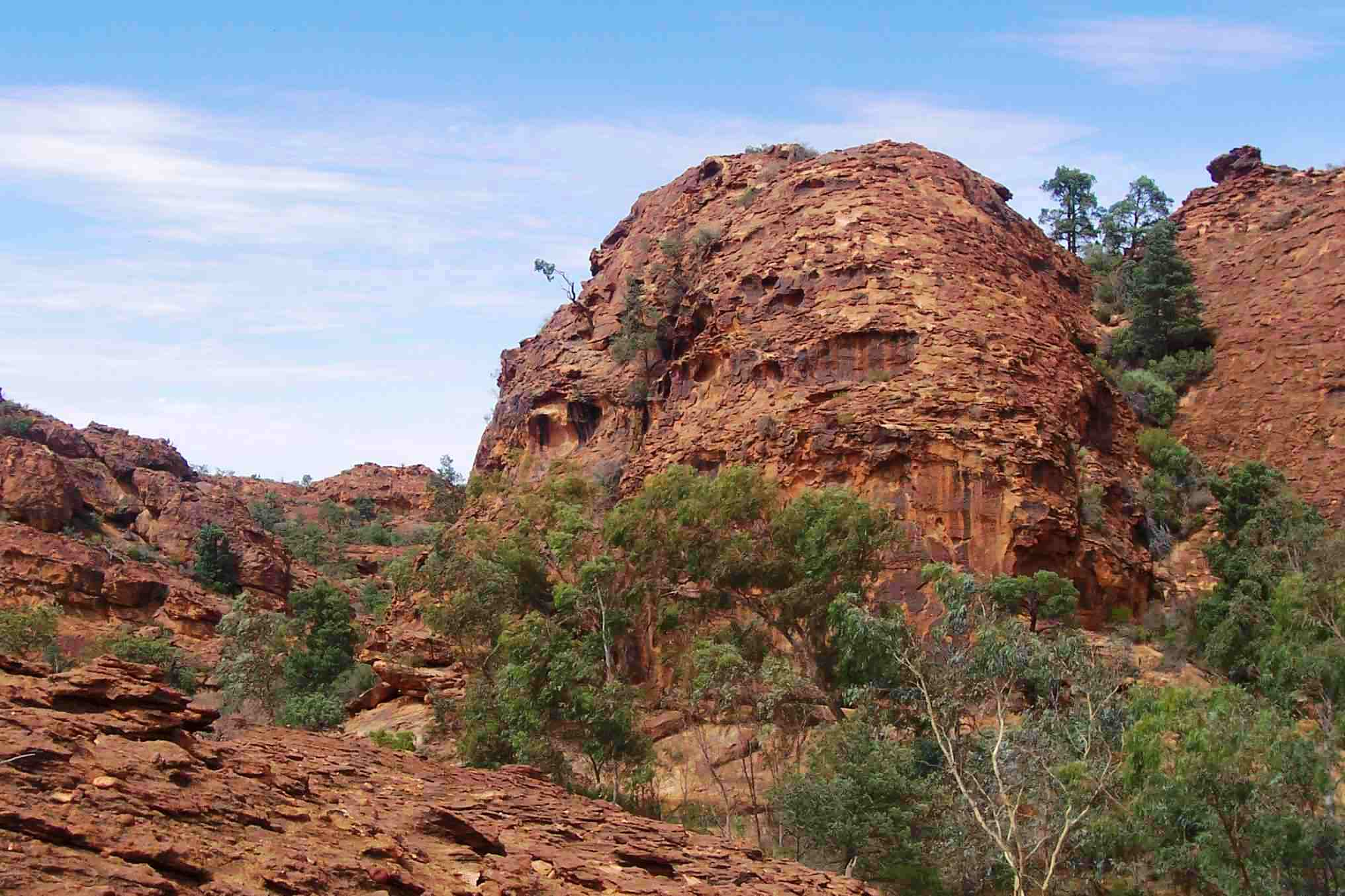
Dom im Mutawintji-Nationalpark

Das Typusfossil wurde bereits im Jahr 1959 im Stairway Sandstone bei Alice Springs im Northern Territory entdeckt. Bisher wurden Funde von Arandaspis in folgenden Formationen gemacht:
- Rowena Formation, Mutawintji-Nationalpark, New South Wales (Darriwilium)[5]
- Stairway Sandstone Formation (Darriwilium)[6]